# Kaapse kaalkoppen
Kaapse kaalkoppen is een stripverhaal uit de reeks van Suske en Wiske. Het is geschreven door Marc Verhaegen en gepubliceerd in De Standaard en Het Nieuwsblad van 4 mei 2004 tot en met 23 augustus 2004. De eerste albumuitgave was op 1 september 2004.

## Locaties
Dit verhaal speelt zich af op de volgende locaties:
- Zuid-Afrika, Pretoria met monument en huis en standbeeld van Paul Kruger, Kaapstad, Johannesburg, Langa, township Khayelitsha, Tafelberg, Kirstenbosch, Route 62, wijnbrouwer Weltevree, Robbeneiland.

## Personages
In dit verhaal spelen de volgende personages mee:
- Suske, Wiske, tante Sidonia, Lambik, Jerom, professor Barabas, professor Hector Wildebeest, Paul (geel), Piet (groen), stewardess, Margaret, P.J., rood (Krimson), oranje, indigo, blauw, violet, Nelson Mandela.

## Het verhaal
Professor Barabas heeft een drank die de angst tegen arachnofobie, spinnenangst, wegneemt uitgevonden en had hier het ‘wees nie angstig nie’-viooltje nog voor nodig. Hij vertelt Suske en Wiske dat een collega dit viooltje gevonden heeft, maar dan wordt hij gebeld door professor Wildebeest die hem waarschuwt dat het elixer een andere uitwerking heeft dan ze hadden gedacht. Professor Wildebeest zegt nog de formule veilig te stellen en dan wordt de verbinding verbroken. Er stopt een wagen voor het laboratorium en Suske en Wiske worden met de formule weggestuurd door de achterdeur. Suske wordt met een sambok, een Zuid-Afrikaanse gummiknuppel, neergeslagen en de formule wordt vernietigd. Suske en Wiske komen Jerom tegen en leggen de situatie uit, als ze bij het laboratorium aankomen blijkt dit in brand te staan en de vrienden kunnen de professor nog net uit de vlammen redden.
De gemaskerde mannen willen de professor bij tante Sidonia neerschieten, maar raken Jerom die alleen zijn evenwicht verliest. De professor is nog erg in de war door de verwondingen en gaat vermomd mee op reis. Jerom zal zich vermommen als professor Barabas, maar hij twijfelt nog of hij zijn haar zal afscheren. Ook tante Sidonia vermomt zich als de professor en de vrienden vliegen naar Johannesburg. Professor Wildebeest wordt vastgehouden in Langa, een township van Kaapstad, en kan ontsnappen aan zijn ontvoerders als ze hem willen necklessen. De professor kan zich verbergen in een shanty en de gemaskerde mannen moeten de achtervolging staken omdat hun opdrachtgever hen achter de vrienden aanstuurt.
Op de luchthaven zien de gemaskerde mannen twee professoren Barabas en besluiten ze te volgen. Jerom, tante Sidonia en Lambik komen aan in Pretoria en komen langs het huis en standbeeld van Paul Kruger, president van de Zuid-Afrikaanse Republiek tijdens de Boerenoorlog. De vrienden zien een monument van de Voortrekkers die de republieken Oranje Vrijstaat en Transvaal oprichtten na hun oorlog tegen de Engelsen, Matabele en Zoeloes. In 1910 werden de republieken met de kolonies Natal en Kaap onder de Britse vlag gebracht. Op 12 december valt het zonlicht door een kleine opening in de koepel, de Slag bij Bloedrivier (de overwinning op de Zoeloes) wordt dan herdacht. De blanke Nasionale Party ontnam de kleurlingen hun burgerrechten en het ANC kwam hiertegen in opstand, maar hun leider Nelson Mandela werd opgesloten. In 1990 hief president Frederik Willem de Klerk het verbod op de ANC op en Mandela werd na 27 jaar vrijgelaten.
Jerom krijgt van een vrouw een briefje van professor Wildebeest en dan wordt de vrouw een bestelbusje ingetrokken. Jerom kan dit voorkomen gooit het bestelbusje met de mannen weg. In het briefje wordt professor Barabas uitgenodigd op de Tafelberg voor een geheime ontmoeting. Tante Sidonia verkleedt zich weer als vrouw en de gemaskerde mannen horen de vrienden praten over de ontmoeting op de Tafelberg. Dan ontvangen de vrienden een nieuwe boodschap, de professor zal ook naar de Kirstenbosch komen. De mannen klimmen uit het autowrak en gooien hun gele en groene masker weg. Rood - hun leider - is woedend, waarna ze de maskers gaan zoeken, en neemt contact op met Indigo, Blauw en Oranje. Ook Violet wordt op pad gestuurd om professor Barabas te zoeken.
Suske en Wiske logeren bij Margaret in de township Khayelitsha en de vrouw legt uit dat het project is opgestart door een verpleegster. Ze probeert de zwarten werk te geven, vrouwen weven tapijten en kinderen worden verzorgd. De krotten worden vervangen door huizen en er wordt een administratief centrum en een handelsruimte gebouwd, zodat de township een volwaardige stad kan worden. De zwarte bevolking werd in het begin van de vorige eeuw naar onvruchtbare gebieden verdreven en mochten de blanke steden niet meer in. De zwarte bevolking kreeg laag onderwijs, waardoor ze nu nog moeilijk werk kunnen vinden. Een plaatselijk medicijnman komt aan en probeert professor Barabas te helpen, en dit heeft effect. Professor Barabas heeft zijn geheugen terug en de vrienden kunnen met hulp van de plaatselijke bevolking ontsnappen aan Blauw en Indigo.
De vrienden krijgen de auto van Margaret en worden naar Paarl, Montagu gestuurd. Dan komt Violet en hij houdt de auto tegen. De vrienden krijgen een lift van P.J. en ze rijden over Route 62 naar wijnbrouwer Weltevree waar de pinotage geteeld wordt. Deze druif werd ontwikkeld door een professor uit Stellenbosch en de professor wordt dronken van de wijn. Suske en Wiske vinden een briefje waarop staat dat de formule in tweeën is gebroken en is verstopt op de Tafelberg en in Kirstenbosch. Jerom komt bij de Tafelberg en gaat met een kabellift naar boven en hij ziet hoe iemand met een geel konijnenmasker met een raket voorbij vliegt. Jerom krijgt een briefje met een zeehond erop en hij vertrekt naar Kirstenbosch waar Suske en Sidonia zich bevinden. Rood, oranje, blauw en indigo zien tante Sidonia en Lambik in Kirstenbosch en houden professor Barabas met Suske en Wiske onder schot.
Lambik krijgt een briefje en daarop staat een eilandje en dan arriveert Jerom, waarna de beide briefjes worden samengevoegd. Jerom verslaat de gemaskerde mannen en vecht met Violet terwijl de andere vrienden naar het centrum van Kaapstad gaan. Suske en Wiske vertellen professor Barabas wat op het briefje stond en dan weet de professor dat ze naar Robbeneiland moeten gaan. De leiders van de ANC werden jarenlang opgesloten en Wildebeest was sterk begaan met de vrijheidsstrijd van de zwarten. Professor Wildebeest heeft professor Barabas ooit geschreven dat hij onderzoek deed naar kalksteen op het eiland. De vrienden komen op het eiland bij de B-sectie, waar gevangenen in eenzame opsluiting zaten en nu cultureel erfgoed is geworden. Ze zien het kerkhof van de melaatsen die op het eiland werden gedropt en dan zien de vrienden de medicijnman opnieuw.
Ze volgen de medicijnman naar een hol en dan zien ze dat het Hector Wildebeest is, hij heeft een geheim laboratorium gebouwd en begint te vertellen. Het medicijn tegen arachnofobie helpt niet alleen tegen spinnenangst, mensen verliezen hun angst voor mensen die anders zijn. Hierdoor zal men openstaan voor mensen met een andere huidskleur, andere ideeën en andere culturen. Maar dan wordt het flesje met de elixer kapotgeschoten en rood komt binnen, het blijkt Krimson te zijn. Krimson werkt in opdracht van machtige wapenfabrikanten en deze willen niet dat de oorlog stopt door het elixer. Krimson maakt de laatste viooltjes stuk en schiet Hector Wildebeest neer als deze hem wil stoppen. De gemaskerde mannen maken alles stuk in het laboratorium, maar dan komt Jerom binnen en verslaat alle boeven. De politie arriveert ook en Krimson wordt met zijn handlangers afgevoerd. Professor Wildebeest is niet ernstig gewond en Nelson Mandela ontmoet de vrienden buiten de grot. Hij vertelt dat er elke dag wonderen gebeuren in Zuid-Afrika als in de regenboog alle kleuren één geheel vormen, toen hij alle bevolkingsgroepen opriep tot verzoening gaven ze hier gehoor aan. De vrienden gaan tevreden terug naar huis. Tante Sidonia schrikt zich rot als Lambik voor de deur staat, vermomd als grote spin omdat hij in de musical “De zwarte weduwe” meespeelt.

## Achtergronden
Het verhaal speelt zich af in Zuid-Afrika. Hiervoor heeft Marc Verhaegen, de schrijver en tekenaar van het verhaal, een reis gemaakt naar dit land. In het album laat hij veel van het land zien en is zelfs een klein gastrolletje weggelegd voor Nelson Mandela.

Op 2 september 2004 is het album officieel gepresenteerd aan de ambassadeur van Zuid-Afrika in The international school of Brussels. Hier vertelde Marc dat zijn bezoek aan Zuid-Afrika hem de gelegenheid gaf om het land in een ander daglicht te plaatsen dan zoals eerder gedaan was in albums als Het grote gat en Lilli Natal. Het bezoek van Suske en Wiske aan het project van een verpleegster van de Kaapse township Khayelitsha laat de sociale betrokkenheid zien van Suske en Wiske.

## Voetnoten
1. ↑  hier wordt verwezen naar het album De kale kapper, waar Jerom zijn kracht verloor toen zijn haar werd afgeknipt
2. ↑  dit is een autoband om de nek van het slachtoffer leggen en deze in brand steken
3. ↑  krottenwoning